# Oberthal (Saar)

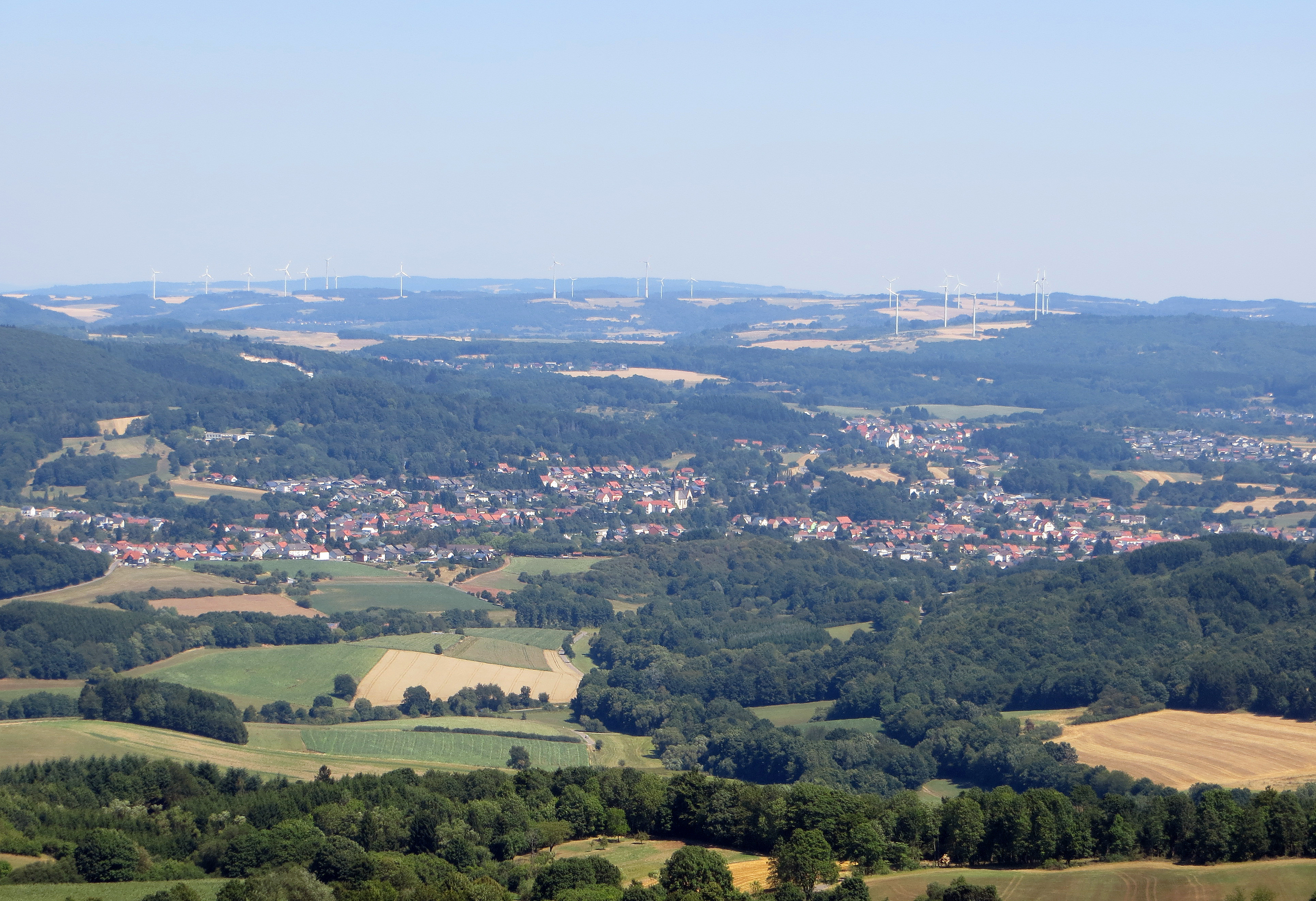
Blick vom Schaumberg auf die Orte Oberthal, Gronig und Güdesweiler

Oberthal ist eine saarländische Gemeinde im Landkreis St. Wendel und liegt etwa 35 km nordöstlich von Saarbrücken. Mit knapp über 6000 Einwohnern ist Oberthal die kleinste Gemeinde des Saarlands. Oberthal war ehemals über die Bahnstrecke St. Wendel–Tholey an das Bahnnetz angeschlossen.
Der Bostalsee liegt in der Nachbargemeinde Nohfelden.

## Geographie
Mit dem Niedermoorgebiet Oberthaler Bruch besitzt die waldreiche Gemeinde seit Dezember 1984 eines der größten Naturschutzgebiete im Saarland. Seit November 1983 besteht in der Nachbargemeinde Namborn im Ortsteil Namborn das Naturschutzgebiet „Weiherbruch und Rohrbachwiesen“ mit einer Größe von 19,68 ha, das sich auch auf Teile der Gemeinde Oberthal (Ortsteil Güdesweiler) erstreckt. Ebenfalls hat das Wasserschutzgebiet „Rohrbacher Wiesen“ der Nachbargemeinde Namborn Auswirkungen auf das Gebiet der Gemeinde Oberthal (Ortsteil Güdesweiler).
Durch den Ort fließt die Blies, eine ihrer Quellen befindet sich im Orletal im Ortsteil Gronig. Daher ist auch ein Teil der Gemeinde Oberthal durch eine Verordnung zum Schutz des Überschwemmungsgebietes an der Blies betroffen.
Das gesamte Gemeindegebiet Oberthal liegt im Naturpark Saar-Hunsrück.

### Gemeindegliederung
Die Gemeinde gliedert sich in vier Ortsteile, Einwohnerzahlen (EW) mit Stand 1. Januar 2012: und 31. Juli 2018:
| Ortsteil              | EW Hauptwohnung 01.01.2012 | EW Gesamt 01.01.2012 | EW 31.07.2018 |
| --------------------- | -------------------------- | -------------------- | ------------- |
| Gronig                | 1353                       | 1442                 | 1303          |
| Güdesweiler           | 1306                       | 1350                 | 1204          |
| Oberthal              | 2701                       | 2872                 | 2747          |
| Steinberg-Deckenhardt | 756                        | 787                  | 792           |
| Insgesamt             | 6116                       | 6451                 | 6046          |

## Geschichte
Oberthal bestand ursprünglich aus den drei Orten Imweiler, Linden und Osenbach. Imweiler wurde 1335, Linden ab dem 13. Jahrhundert und Osenbach 1263 erstmals urkundlich erwähnt. Im Mittelalter gab es ein Rittergeschlecht, das die Burg Linden als Stammsitz besaß.
Jahrhundertelang gehörte das Gebiet zum Amt Schaumburg, und somit zum Herzogtum Lothringen, welches mit dem Tode von Herzog Stanislaus 1766 an Frankreich fiel. Das Oberamt Schaumburg wurde 1787 im Rahmen eines vertraglichen Gebietstauschs an das Herzogtum Pfalz-Zweibrücken übertragen, womit die Souveränität über das Gebiet von Frankreich an das Römisch-Deutsche Reich zurückkehrte.
Am Vorabend der Französischen Revolution gehörten die Orte Imweiler, Linden und Osenbach somit kurzzeitig zum Herzogtum Pfalz-Zweibrücken. Danach waren die Ortschaften von 1793 bis 1814 dem Kanton Tholey zugeordnet, im Département Moselle, und damit wieder bei Frankreich. Während dieser Zeit wurden aus den selbständigen Orten die Gemeinde Oberthal. Nach der Eroberung durch Preußen fiel Oberthal 1816 zunächst an das Fürstentum Lichtenberg (abgesehen von Steinberg-Deckenhardt) und kam am 31. Mai 1834 wieder an Preußen. Verwaltungsmäßig gehörte Oberthal seither zum Kreis St. Wendel im Regierungsbezirk Trier der Rheinprovinz, gelangte jedoch 1920 an das vom Deutschen Reich und Preußen abgetrennte Saargebiet. 
Die damals eigenständige Gemeinde Steinberg-Deckenhardt gehörte von 1920 bis 1935, ebenso wie zum Beispiel Freisen, Losheim, Nonnweiler, Wadern, Weiskirchen, Perl, Kirrberg und Bruchhof-Sanddorf, nicht zum Saargebiet. Nach dem Zweiten Weltkrieg wurde es am 1. Oktober 1946 in das Saarland eingegliedert (siehe auch Liste der 1946 vom Anschluss an das Saarland betroffenen Gemeinden).

### Eingemeindungen
Am 1. Januar 1974 wurden Gronig, Güdesweiler und Steinberg-Deckenhardt eingemeindet.

## Politik

### Gemeinderat
Der Gemeinderat setzt sich nach der Kommunalwahl am 9. Juni 2024 folgendermaßen zusammen:
| Gemeinderat Oberthal 2024 | Gemeinderat Oberthal 2024 | Gemeinderat Oberthal 2024 | Gemeinderat Oberthal 2024 | Gemeinderat Oberthal 2024 | Gemeinderat Oberthal 2024 |
| ------------------------- | ------------------------- | ------------------------- | ------------------------- | ------------------------- | ------------------------- |
| Partei                    | SPD                       | CDU                       | AFD                       | LINKE                     | GRÜNE                     |
| Sitze 2024                | 13                        | 12                        | 2                         | 0                         | 0                         |
| Sitze 2019                | 10                        | 15                        | 0                         | 2                         | 0                         |
| Sitze 2014                | 11                        | 15                        | 0                         | 1                         | 0                         |
| Sitze 2009                | 10                        | 15                        | 0                         | 1                         | 1                         |

### Bürgermeister
- Bürgermeister der Gemeinde Oberthal: Björn Gebauer, SPD
- Ortsvorsteher Ortsteil Oberthal: Reiner Burkholz, CDU
- Ortsvorsteher Ortsteil Gronig: Jochen Müller, SPD
- Ortsvorsteher Ortsteil Güdesweiler: Timo Backes, CDU
- Ortsvorsteher Ortsteil Steinberg-Deckenhardt: Inken Ruppenthal, SPD

### Gemeindepartnerschaft
Zwischen Oberthal und Moyenmoutier im Département Vosges der französischen Region Grand Est besteht seit 1985 eine Gemeindepartnerschaft.

## Kultur und Sehenswürdigkeiten
Als sehenswert gelten die kleine Wildfrauhöhle, das Heimatmuseum Millpetersch-Haus und die Wallfahrtskapelle mit Gutem Brunnen im Ortsteil Güdesweiler, die Reste einer keltischen Ringwallanlage am Momberg im Ortsteil Gronig, eine Mineralienfundstätte (Rötel) am Leißberg sowie Bestandteile der überörtlichen Skulpturenstraße.

## Regelmäßige Veranstaltungen
Jedes Jahr am ersten Maiwochenende findet der Internationale Oberthaler Töpfer- und Keramikmarkt im Ortszentrum von Oberthal statt.

## Sport
Die Herrenmannschaft der Kegelfreunde Oberthal e. V. ist deutscher Rekordmeister in der Ersten Bundesliga. Auch die Damen konnten den Titel mehrfach erringen.

## Söhne und Töchter der Gemeinde
- Johann Becker (* 3. Juni 1902; † 1. Januar 1972), Arbeiter und KZ-Häftling
- Werner Zeyer (* 25. Mai 1929; † 26. März 2000), CDU-Politiker, ehemaliger Ministerpräsident des Saarlandes (1979–1985)
- Helwin Peter (* 18. Juli 1941), SPD-Politiker
- Karl Rauber (* 29. April 1952), CDU-Politiker
- Dieter Dewes (* 19. Juli 1955), BDZ-Bundesvorsitzender
- Hermann-Josef Scharf (* 8. April 1961), CDU-Politiker
- Matthias Maurer (* 18. März 1970), ESA-Astronaut[17]
- Lukas Gerber (* 29. August 1998), Theaterregisseur[18]
- Hans Huwer (* 29. Mai 1953), Bildender Künstler